# سيارة ترفيه

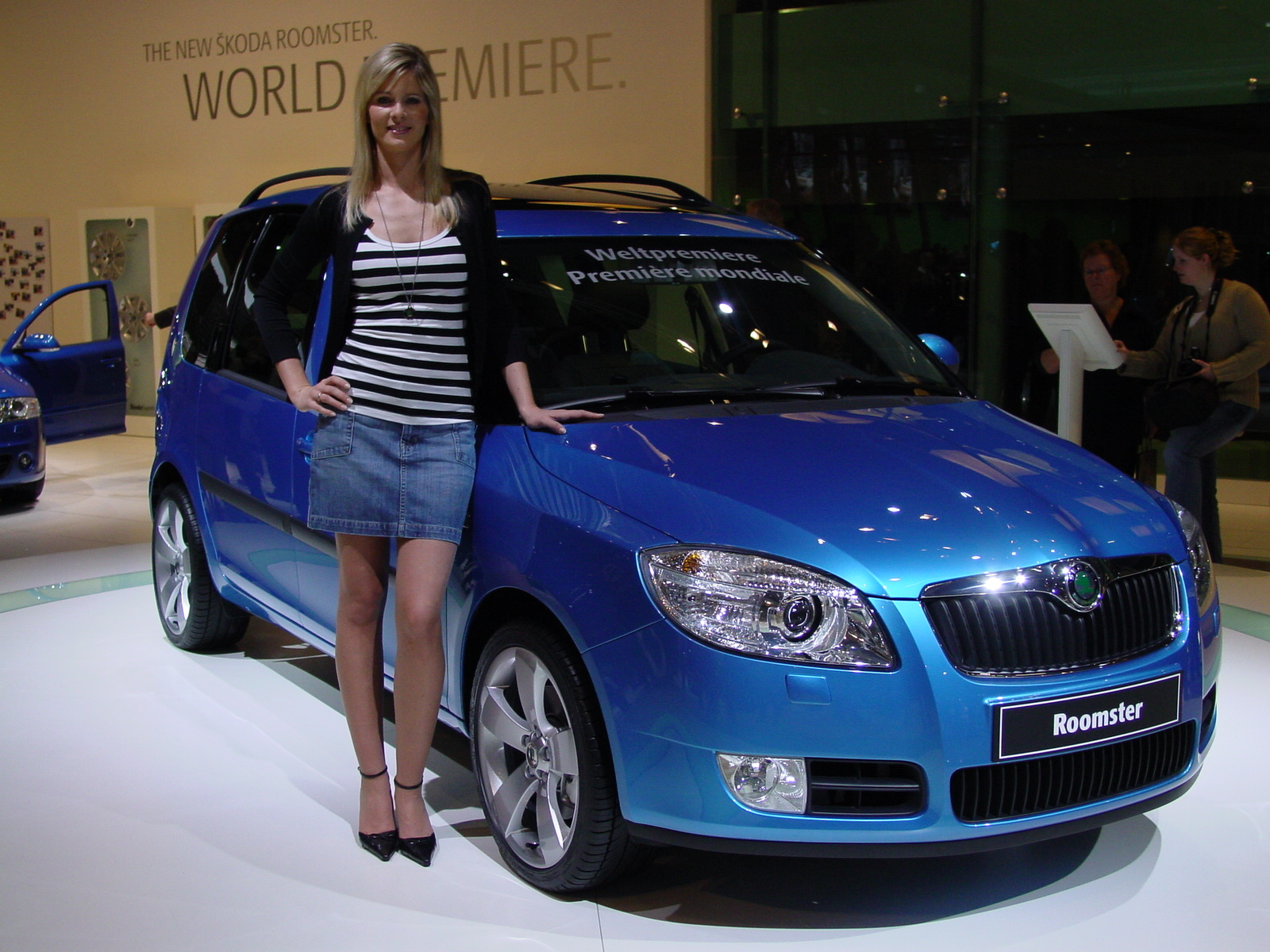
سكودا رومستر

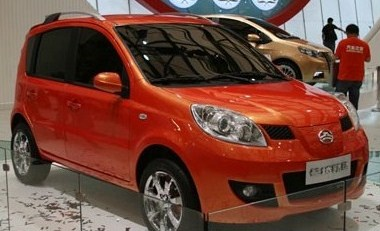
جريت وول بيري

سيارة ترفيه (بالإنجليزية: Leisure activity vehicle)‏ يختصر لاف هو سيارة صغيرة، وتتعلق عموما سوبيرميني، بصفي مقاعد أو ثلاث، وصندوق السيارة كبير وباب خلفي طويل. أول سيارة من هذه الفئة هي سيارة ماترا رانشو التي أدخلت في عام 1977. وأصبحت شعبية في أوروبا في تسعينيات القرن 20 باعتبارها أرخص وأوسع بديل للسيارة العائلية الصغيرة.
سيارات الترفيه تختلف عن ام.بي.في مصغرة في كونها أطول وغطاء محرك أطول وأفقي أكثر وزجاج أمامي أكثر الرأسية. ام.بي.في مصغرة تكون أعلى ومقاعد أكثر من الترفيهية. في حين أن هذه المقاعد وضعت مثل لهاتشباك وسيدان وستيشن.
كما أن سيارات الترفيه في بعض الأحيان تكون بقاعدة عجلات ممتدة أطول من سوبيرميني الأخرى، فهي أطول من ستيشن وام.بي.في مصغرة مبنية على قاعدتها. على سبيل المثال، فيات دوبلو هي واحدة من أطول مع سيارات الترفيه بطول اجمالي 4,255 مـم (167.5 بوصة) ، مقابل 4,050 مـم (159.4 بوصة) من أوبل ميرفا (ام.بي.في مصغرة) و 4,030 مـم (158.7 بوصة) للبيجو 206) ف (أ سوبيرميني).
وتشمل الأمثلة الحالية :
- فورد تورينو كونيكت
- رينو كانجو
- ستروين برلينجو
- فيات دوبلو
- سكودا رومستر
- بيجو بارتنر
- جريت وول بيري